# NBL 1997
Die NBL 1997 war die 19. Austragung der australasischen National Basketball League. Die mit elf Teams aus Australien ausgetragene Meisterschaft begann am 11. April 1997 und endete am 1. November 1997. Im Finale konnte sich die Melbourne Tigers in der Best-of-three-Serie gegen die S.E. Melbourne Magic in drei Spielen durchsetzen und damit ihren zweiten Meistertitel erringen.

## Modus
Jedes Team trägt in der regulären Saison 15 Heim- und Auswärtsspiele aus. Die Spielzeit beträgt 4 × 12 Minuten. Die in der Endtabelle auf den Plätzen 3 bis 6 stehenden Teams qualifizieren sich für das Viertelfinale der Playoffs. Dabei treten der der dritte gegen den sechsten und der vierte gegen den fünften an. Die zwei Sieger ziehen ins Halbfinale ein, wo sie auf die an 1 und 2 gesetzten Teams treffen. In allen Runden gilt der best of three-Modus.

## Tabelle
Abschlusstabelle nach Ende der Hauptrunde
- Für das Play-off Halbfinale qualifiziert
- Für das Play-off Viertelfinale qualifiziert

| Pl.  | Team                   | Spiele | Siege | Niederlagen | Siegquote | Punkte+ | Punkte- | Punktedifferenz | Heimbilanz | Auswärtsbilanz |
| ---- | ---------------------- | ------ | ----- | ----------- | --------- | ------- | ------- | --------------- | ---------- | -------------- |
| 01.  | S.E. Melbourne Magic   | 30     | 22    | 8           | 73,33 %   | 2850    | 2662    | +188            | 12:3       | 10:5           |
| 02.  | Melbourne Tigers       | 30     | 19    | 11          | 63,33 %   | 3092    | 3028    | +64             | 9:6        | 10:5           |
| 03.  | North Melbourne Giants | 30     | 18    | 12          | 60,00 %   | 2943    | 2881    | +62             | 9:6        | 9:6            |
| 04.  | Perth Wildcats         | 30     | 17    | 13          | 56,67 %   | 2933    | 2825    | +108            | 10:5       | 7:8            |
| 05.  | Brisbane Bullets       | 30     | 15    | 15          | 50,00 %   | 2731    | 2786    | −55             | 10:5       | 5:10           |
| 06.  | Canberra Cannons       | 30     | 15    | 15          | 50,00 %   | 2789    | 2773    | −16             | 11:4       | 4:11           |
| 07.  | Adelaide 36ers         | 30     | 14    | 16          | 46,67 %   | 2973    | 2922    | +51             | 7:8        | 7:8            |
| 08.  | Townsville Suns        | 30     | 14    | 16          | 46,67 %   | 3084    | 3015    | +69             | 9:6        | 5:10           |
| 09.  | Newcastle Falcons      | 30     | 12    | 18          | 40,00 %   | 2995    | 3173    | −178            | 4:11       | 3:12           |
| 010. | Sydney Kings           | 30     | 12    | 18          | 40,00 %   | 2938    | 2991    | +43             | 8:7        | 4:11           |
| 011. | Wollongong Hawks       | 30     | 7     | 13          | 23,33 %   | 2906    | 3178    | −174            | 4:11       | 3:12           |

## Play-offs

### Modus
Die in der Endtabelle auf den Plätzen 3 bis 6 stehenden Teams qualifizieren sich für das Viertelfinale der Playoffs. Dabei treten der der dritte gegen den sechsten und der vierte gegen den fünften an. Die zwei Sieger ziehen ins Halbfinale ein, wo sie auf die an 1 und 2 gesetzten Teams treffen. In allen Runden gilt der best of three-Modus.

### Spiele
|  | Halbfinale | Halbfinale             | Halbfinale       | Halbfinale | Halbfinale |    |                      | Finale | Finale | Finale | Finale | Finale |
|  |            |                        |                  |            |            |    |                      |        |        |        |        |        |
|  | 1          | S.E. Melbourne Magic   | 92               | 96         |            |    |                      |        |        |        |        |        |
|  | 4          | Perth Wildcats         | 82               | 69         |            |    |                      |        |        |        |        |        |
|  | 4          | Perth Wildcats         | 82               | 69         |            | 1  | S.E. Melbourne Magic | 93     | 84     | 83     |        |        |
|  |            |                        |                  |            |            | 1  | S.E. Melbourne Magic | 93     | 84     | 83     |        |        |
|  |            | 2                      | Melbourne Tigers | 111        | 78         | 93 |                      |        |        |        |        |        |
|  | 2          | 2                      | Melbourne Tigers | 111        | 78         | 93 | Melbourne Tigers     | 107    | 112    |        |        |        |
|  | 2          |                        |                  |            |            |    |                      | 107    | 112    |        |        |        |
|  | 3          | North Melbourne Giants | 99               | 105        |            |    |                      |        |        |        |        |        |

## Individuelle Auszeichnungen
- Most Valuable Player der regulären Saison (Andrew Gaze Trophy): Andrew Gaze (Melbourne Tigers)
- Rookie of the Year: Matthew Nielsen (Sydney Kings)
- Best Defensive Player (Damian Martin Trophy): Mike Kelly (South East Melbourne Magic)
- Coach of the Year (Lindsay Gaze Trophy): Brian Goorjian (South East Melbourne Magic), Lindsay Gaze (Melbourne Tigers)
- NBL Most Improved Player: Ben Pepper (Newcastle Falcons)
- All-NBL First Team:
  - Derek Rucker (Townsville Suns)
  - Robert Rose (Canberra Cannons)
  - Andrew Gaze (Melbourne Tigers)
  - Clarence Tyson (Townsville Suns)
  - Mark Bradtke (Melbourne Tigers)

- Grand Final Series MVP (Larry Sengstock Medal): Lanard Copeland (Melbourne Tigers)